# Journals (專輯)
《Journals》（又稱作《Complete My Journals》）是加拿大歌手小賈斯汀的第二張合輯，由小島唱片於2013年12月23日發行。自2013年10月7日起，直到2013年12月9日為止，一場為期10週，名為Music Mondays的數位下載活動，在每個週一推出一首新歌。《Journals》收錄了5首先前從未發佈過的歌曲，以及Music Mondays中的10首歌曲。儘管這個推銷活動幫助比伯登上《告示牌》Social 50榜冠軍，加上趁著聖誕節前的銷售高峰推出這張專輯，但這張專輯的表現並不亮眼，且評論家也有著正反兩極的評論。

## 背景
在2012年和2013年我相信巡回演唱会期间，贾斯汀·比伯每天都在创作新歌。据经纪人斯库特·布劳恩说，他“在整个巡演中每天写一到两首歌，并根据创作时所处的城市给它们做标记。”2013年1月，比伯证实他正在创作一张新专辑，美国R&B歌手劳·凯利也证实他正在与比伯合作制作这张专辑。同年6月，他确认了2013年他会有一张新专辑、演完Believe Tour剩余场次以及做出一部电影（即《信仰贾斯汀·比伯》）。7月，布劳恩接受MTV新闻采访时谈到这张专辑：“对于这个项目，我们希望做一些不同的事情。而且歌曲数量会不止10首歌或12首歌。”8月，比伯证实他正在与美国说唱歌手未来小子合作。另外有报道指出，他正在与 裘西·J、卢达克里斯和大肖恩合作。12月，他确认了正在与说唱歌手饶舌者钱斯和小韋恩合作。
作为执行制作人，贾斯汀招募了罗德尼·杰金斯、梅吉爾、迪波洛和诺兰爵士等以前的合作者，同时与一系列新的R&B 制作人合作，如The Audibles、安德烈·哈里斯、D.K. the Punisher、Soundz、Chef Tone、T-Minus、杰森·博伊德（艺名Poo Bear）等。博伊德成为专辑中最频繁的合作者之一，与比伯一起创作了几首歌曲并制作了一些歌曲。据制作人称，比伯建议他们“翻转克雷格·大卫的和弦并[...]写出一些新作品。”这种做法使得他制作出了歌曲《Recovery》，这首歌在多伦多的Cherry Beach Sound录音室完成。据他回忆，在这个过程中，比伯听到了博伊德的歌曲之后就决定演唱这些歌曲，他的许多歌曲最后都成为了这张专辑上的歌曲。博伊德说他感到一些歌对于比伯来说太成熟了，所以他们对这些歌做了调整，这样可以更适合他。

## 發行與促銷
比伯在2013年10月3日宣布，他將會在2013年聖誕節發行一部一週限定的劇情電影《Believe》前，在每個星期一發佈一首新歌，總共為期10週。「Music Mondays」在10月7日推出第一首歌〈Heartbreaker〉，而最後一首是12月9日與Chance the Rapper合唱的〈Confident〉。
比伯在2013年1月9日宣布Music Monday的10首歌，將會與另外5首新歌包裝成一張名為《Complete My Journals》的合輯。最初這張專輯定在2013年12月16日發行，然而因為比伯打算再增加一首歌，使得這張合輯的發行時間被往後推延了一週到12月23日。雖然附贈歌曲〈Flatline〉並沒有收錄在專輯中，但仍可免費從iTunes Store下載。《Journals》在2014年1月2日前皆可在iTunes上購買，而16首歌在這之後將能夠個別購得。
雖然《Journals》趕在聖誕節前的銷售高峰推出，但是這張專輯的表現並不亮眼。這張專輯在2013年12月29日的這週登上英國專輯榜第46名，這是他有史以來在排行榜的最低名次。不過這張專輯在英國的節奏藍調專輯榜有不錯的成績，曾達到第3名。而這張專輯在澳洲首週空降第35名，且只有4,067張的銷售量。之後更是跌落至第50名，售出了1,045張，而澳洲的總銷售量為5,653張。同時他的紀錄片《賈斯汀·比伯：相信》的表現也不慎理想，首個週末僅有200萬美元的慘淡票房。據報導指出，iTunes並沒有向尼爾森音樂統計報上美國地區的銷售量，因為比伯的唱片公司並不想打破他的專輯的連冠紀錄，正因為這個原因，這張專輯並沒有登上美國地區排行榜。《Journals》亮相的當週並沒有任何歌曲在廣播電台上熱播。儘管這張專輯的表現並不亮眼，但在Instagram上的專輯推銷活動，使得比伯在它發行後立即登上了《告示牌》的Social 50榜冠軍。

## 作詞作曲
比伯作為執行製作人，同時力邀了像是羅德尼·傑金斯、小韋恩、大肖恩、梅吉爾·阿里、Chance the Rapper、迪布洛和勞·凱利與他合作。

## 評價
| 評論得分         | 評論得分    |
| 來源             | 評分        |
| ---------------- | ----------- |
| 《芝加哥論壇報》 | [ 18 ]      |
| 《洛杉磯時報》   | [ 19 ]      |
| Mad Good Music   | （68／100） |
| 《紐約每日新聞》 | [ 21 ]      |
| 《今日新聞報》   | B-          |
| 《多倫多星報》   | [ 23 ]      |

最初對於《Journals》的評論褒貶不一。《華盛頓郵報》的艾莉森·斯圖爾特給予了負面評價，她寫道「賈斯汀·比伯以一張拙劣的專輯結束了糟糕的一年。」皮特·利維（Piet Levy）在他為《密爾瓦基哨兵日報》寫的評論中寫道「儘管比伯在〈PYD〉與經驗豐富的節奏藍調巨星勞·凱利合唱，但他還不及一位自信的成人，依舊是一位急切的孩子，很明顯地，他仍然還有許多成長的空間。」 《世界之路報》的桑迪普·辛格（Sandeep Singh）寫道《Journals》「並非是一個深刻的日記，它也不能稱作是一張錄音室專輯（也許要將它歸類為一個收藏品？）——但是毫無疑問地，最好的比伯已經要浮出台面了。」《海灣新聞》描述《Journals》是一張「與聖誕節無關而來到耶穌時刻」的專輯。

## 曲目
| 《Journals》 – 標準盤 | 《Journals》 – 標準盤                        | 《Journals》 – 標準盤 | 《Journals》 – 標準盤                                                   | 《Journals》 – 標準盤 |
| 曲序                  | 曲目                                         | 词曲 | 製作人                                                                  | 时长                  |
| --------------------- | -------------------------------------------- | --- | ----------------------------------------------------------------------- | --------------------- |
| 1.                    | Heartbreaker                                 | 賈斯汀·比伯 布蘭登·格林 （ 英语 ： Maejor Ali） 東尼·斯凱爾斯 （ 英语 ： Chef Tone） 澤維爾·史密斯 | T-Minus （ 英语 ： T-Minus (producer)） 梅吉爾·阿里 （ 英语 ： Maejor Ali） Chef Tone （ 英语 ： Chef Tone） | 4:22                  |
| 2.                    | All That Matters                             | 比伯 安德烈·哈里斯 （ 英语 ： Dre & Vidal） 賈森·博伊德 多諾萬·奈特 | D.K. the Punisher 普·比爾                                               | 3:08                  |
| 3.                    | Hold Tight                                   | 比伯 多米尼克·喬丹 詹姆斯·奇阿諾斯 博伊德 | The Audibles                                                            | 4:16                  |
| 4.                    | Recovery                                     | 比伯 喬丹 奇阿諾斯 博伊德 克雷格·大衛 馬克·希爾 （ 英语 ： Mark Hill (musician)） | The Audibles                                                            | 3:00                  |
| 5.                    | Bad Day                                      | 比伯 厄內斯特·艾斯利 （ 英语 ： Ernie Isley） 馬文·艾斯利 （ 英语 ： Marvin Isley） 歐凱利·艾斯利 （ 英语 ： O'Kelly Isley, Jr.） 羅納德·艾斯利 （ 英语 ： Ronald Isley） 魯道夫·艾斯利 （ 英语 ： Rudolph Isley） 博伊德 克里斯托弗·賈斯珀 （ 英语 ： Chris Jasper） 喬丹 奇阿諾斯 | The Audibles                                                            | 2:27                  |
| 6.                    | All Bad                                      | 比伯 瑞安·托比 （ 英语 ： Ryan Toby） 哈里斯 博伊德 | 哈里斯                                                                  | 3:02                  |
| 7.                    | PYD（featuring R. Kelly）                    | 羅伯特·凱利 比伯 博伊德 喬丹 賈馬爾·拉希德 （ 英语 ： Jamal Rashid） 奇阿諾斯 薩沙·希洛塔 | The Audibles 希洛塔                                                     | 5:17                  |
| 8.                    | Roller Coaster                               | 羅德尼·傑金斯 比伯 朱利安·斯沃斯基 喬希·格德溫 | 傑金斯 喬基斯                                                           | 3:20                  |
| 9.                    | Change Me                                    | 比伯 哈里斯 博伊德 | 哈里斯 約布拉庫                                                         | 2:44                  |
| 10.                   | Confident（featuring Chance the Rapper）     | 比伯 肯尼斯·科比 莫里斯·西蒙茲 錢瑟洛爾·貝內特 | Soundz                                                                  | 4:08                  |
| 11.                   | One Life                                     | 比伯 格林 斯凱爾斯 奧布瑞·格瑞漢 | Chef Tone 梅吉爾·阿里                                                   | 4:03                  |
| 12.                   | Backpack（featuring Lil Wayne）              | 比伯 納斯里·阿特韋 （ 英语 ： Nasri (musician)） 亞當·梅辛格 （ 英语 ： Adam Messinger） 阿德里安·埃克萊斯頓 杜威·卡特 | The Messengers （ 英语 ： The Messengers (producers)） 諾蘭先生 （ 英语 ： Sir Nolan）                     | 4:11                  |
| 13.                   | What's Hatnin'（featuring Future）           | 比伯 科比 內瓦迪厄斯·威爾伯恩 | Soundz                                                                  | 3:29                  |
| 14.                   | Swap It Out                                  | 比伯 喬丹 奇阿諾斯 博伊德 | The Audibles                                                            | 4:01                  |
| 15.                   | Memphis（featuring Big Sean）                | 比伯 托馬斯·韋斯利·潘特斯 格林 肖恩·安德森 弗里德里希·莫里茨 （ 英语 ： Siriusmo） | 迪布洛 傑姆巴·傑姆巴 （co.）                                            | 3:44                  |
| 16.                   | All That Matters（音樂錄影帶）               | |                                                                         | 3:28                  |
| 17.                   | 賈斯汀·比伯：相信（預告片）                  | |                                                                         | 2:24                  |
| 18.                   | Guatemala Pencils of Promise Journal（影片） | |                                                                         | 3:03                  |

## 排行榜名次
| 排行榜（2013年）                             | 最佳 名次 |
| -------------------------------------------- | --------- |
| 澳大利亞（ARIA專輯榜）                       | 35        |
| 比利時法蘭德斯（Ultratop專輯榜）             | 27        |
| 比利時瓦隆（Ultratop專輯榜）                 | 54        |
| 丹麥（Hitlisten專輯榜）                      | 2         |
| 芬蘭（Suomen virallinen lista專輯榜）        | 33        |
| 法國（SNEP專輯榜）                           | 174       |
| 愛爾蘭（IRMA專輯榜）                         | 64        |
| 義大利專輯榜 (FIMI)                          | 38        |
| 挪威（VG-lista專輯榜）                       | 2         |
| 英國專輯榜 (Official Charts Company)         | 46        |
| 英國節奏藍調專輯榜 (Official Charts Company) | 3         |

### 年終
| 排行榜（2013年）         | 名次 |
| ------------------------ | ---- |
| 丹麥專輯榜 （Hitlisten） | 78   |